# Siete días de mayo
Siete días de mayo es una película estadounidense de 1964 dirigida por John Frankenheimer y con actuación de Burt Lancaster, Kirk Douglas, Fredric March y Ava Gardner en los papeles principales.
Aunque fue candidata a dos Óscars, la película solo consiguió ser galardonada con el premio Globo de Oro 1965 de la Asociación de la Prensa Extranjera de Hollywood al mejor actor secundario (Edmond O’Brien). En Europa ganó el premio David di Donatello 1964 al mejor actor extranjero (Fredric March), y el Premio Bodil 1965 a la mejor película no europea (John Frankenheimer).
La fotografía en blanco y negro, de Ellsworth Fredericks, contribuye al efecto dramático de la película.
Fletcher Knebel, uno de los coautores del bestseller homónimo, que estuvo en los primeros puestos de ventas durante un año, afirmó que la trama se le ocurrió tras entrevistar al antiguo jefe de la Fuerza aérea de los Estados Unidos, el general Curtis LeMay, que había acusado al presidente John F. Kennedy de cobardía por su manejo de la crisis desatada por la Invasión de Bahía de Cochinos.

## Argumento
En plena Guerra Fría, el Presidente de los Estados Unidos, Jordan Lyman (Frederic March), un idealista, consigue que el Congreso apruebe un importante tratado de desarme nuclear con la Unión Soviética. Muchos no están de acuerdo y le tachan de blando. 
El general James M. Scott (Burt Lancaster), jefe del Estado Mayor y héroe muy popular con aspiraciones políticas es el líder de quienes se oponen al tratado. Scott no está dispuesto a que su nación quede indefensa y planea el derrocamiento del presidente. 
Todos los esfuerzos del presidente Lyman para desenmascararlo, terminan en nada. Un subalterno del general Scott, el coronel Martin "Jiggs" Casey (Kirk Douglas), se da cuenta de las intenciones de su superior, y su conciencia se debate entre la lealtad a su superior y la lealtad al presidente Lyman.
La historia se desarrolla durante varios días durante la guerra fría entre Estados Unidos y la Unión Soviética. Se sitúa en un futuro cercano, no mucho después de un conflicto estancado en Irán similar a la guerra de Corea (la novela se sitúa en mayo de 1974, mientras que la película sólo se refiere a un alineación de fechas solo posibles en 1969, 1975 o 1980 mientras que un mapa electrónico de bases militares activas muestra la fecha 9 de mayo de 1970). Frente a la amenaza de una guerra nuclear, que garantizaría las destrucción total mutua, el presidente de los EE. UU. Jordan Lyman firma un tratado de desarme nuclear con la Unión Soviética, según el cual los dos países destruirán al mismo tiempo sus armas nucleares bajo inspección internacional mutua. La ratificación del tratado produce una ola de descontento público, especialmente entre la oposición al presidente y entre los militares, que creen que los soviéticos no son de fiar.
A medida que el debate continúa, un oficial del Pentágono, El coronel del Cuerpo de Marines Martin "Jiggs" Casey, se da cuenta de la existencia de una conspiración encabezada el carismático general de la Fuerza Aérea James Mattoon Scott del Estado Mayor Conjunto (JCS). Además descubre un impactante secreto: Scott y sus compañeros del JCS, junto con sus aliados en el Congreso de los Estados Unidos, encabezada por el senador Prentice y la influencia de los medios de comunicación manejados por Harold McPherson, están planeando llevar a cabo un golpe de Estado para derrocar al presidente Lyman y su gabinete dentro de siete días, durante un ejercicio de defensa. En un procedimiento conocido como ECOMCON (un plan de emergencia de control de comunicaciones), las infraestructuras de teléfono, radio y televisión de todo el país van a ser capturadas por una unidad secreta del ejército creada por Scott con sede cerca de Fort Bliss, Texas. Desde su sede en un gran refugio subterráneo nuclear llamado "Monte Trueno" (basada en la existencia real de una instalación del gobierno de los EE. UU. en Berryville, Virginia), el general utilizará el poder de los medios de comunicación y los militares para evitar la aplicación del tratado y convertirse en Presidente.
Aunque personalmente se opone a la posición del presidente Lyman, Casey está consternado por la maniobra inconstitucional. Alerta a Lyman y su círculo íntimo: el director del Servicio Secreto Arte Corwin, al Secretario del Tesoro Christopher Todd, al asesor presidencial Paul Girard, y al senador de los Estados Unidos por Georgia, Raymond Clark, un aliado político y personal del presidente. Lyman Casey envía a sus agentes a Nueva York para descubrir los secretos que se pueden utilizar contra de Scott, y obliga a Casey a engañar cruelmente a la examante del general, Ellie Holbrook, que posee cartas que pondrían en peligro la credibilidad moral del general Scott ante el público. El presidente también envía a su viejo amigo, el senador Clark a El Paso, Texas, para ver si puede localizar la base (encubierta bajo el nombre en clave "Site"). Girard es enviado a Gibraltar para obtener una confesión del vicealmirante C. Farley Barnswell, el comandante de la 6.ª flota estacionada en el portaviones USS Kitty Hawk, que conoce la trama, pero decide no apoyarla de forma activa aunque no se opone a ella activamente (la respuesta de los conspiradores se daría través de un código de participación en una carrera de caballos el Preakness). Girard logra la confesión escrita del almirante, y telefonea al Presidente antes de abordar un avión desde Madrid a Washington.
Girard muere cuando el avión de pasajeros en el que viaja sufre un accidente en una montaña en España. Clark descubre la base secreta, pero es tomado prisionero por el coronel Broderick, que forma parte de la conspiración, y puesto en régimen de incomunicación. Clark es visitado por el comandante adjunto de la base, el coronel Henderson Mutt, un amigo de Jiggs, que no sabe nada de la trama. El senador convence a Henderson para ayudarle a escapar, pero en el aeropuerto, mientras que Clark hace un llamado al presidente, Henderson es arrestado por los hombres de Scott.
En un encuentro con Scott en la despacho Oval, el presidente se enfrenta a él y exige su dimisión, "junto con los otros miembros del Estado Mayor Conjunto involucrados en esta traición a la patria." Scott, al principio niega toda culpa, alegando que el presidente había aprobado verbalmente la base secreta en Texas. Cuando Scott no logra convencer al presidente de su inocencia, comienza a hablar libremente y se lanza a un debate con Lyman, argumentando que la aprobación del tratado debilitaría los EE. UU. y conduciría a un ataque soviético. Lyman trata de razonar con Scott, explicando que un golpe militar sería una señal de que podría resultar en un ataque preventivo por parte de Moscú. Discuten agriamente e incluso Lyman reta a Scott a presentarse a las elecciones y derrotarle, pero este se muestra indiferente, indicando que él se siente que el pueblo estadounidense apoyaría su posición. Lyman, desesperado ante los "delirios napoleónicos" de Scott, considera el uso de las cartas de chantaje, pero decide no hacerlo, a Scott se le permite salir.
Poco después, Scott escribe a los otros tres miembros del Estado Mayor Conjunto, que empiezan a asustarse. Scott les exige continuar con el plan, señalando que el presidente no parece tener pruebas incuestionables para acusarles de traición a la patria con éxito. Más tranquilos, los otros están de acuerdo en seguir con el plan de aparecer en todas las redes de radio y televisión al mismo tiempo el domingo para denunciar al presidente. Sin embargo, Lyman primero ofrece una conferencia de prensa en la que exige la renuncia de Scott y todos los miembros del Estado Mayor Conjunto. La conferencia se interrumpe cuando un agregado de la Embajada de EE. UU. en España llega, trayendo la confesión escrita a mano que Girard había obtenido del vicealmirante Barnswell, que sobrevivió al accidente escondida en la pitillera de Girard. Lyman ordena enviar una copia a Scott y a los otros oficiales conspiradores, que no tienen más remedio que renunciar y cancelar el golpe de Estado. Al final Lyman realiza un discurso al pueblo estadounidense sobre el futuro del país, defendiendo la democracia.

## Reparto
- Burt Lancaster ..... el general James Mattoon Scott
- Kirk Douglas ..... el coronel Martin Casey ("Jiggs")
- Fredric March ..... el presidente Jordan Lyman
- Ava Gardner ..... Eleanor "Ellie" Holbrook
- Edmond O'Brien ..... el senador Raymond Clark
- Martin Balsam ..... Paul Girard
- Andrew Duggan ..... el coronel William "Mutt" Henderson
- Hugh Marlowe ..... Harold McPherson